# 山川隆一
山川 隆一（やまかわ りゅういち、1958年11月29日 - ）は、日本の法学者。専門は労働法。東京大学名誉教授。元中央労働委員会会長（常勤）。

## 経歴
経歴は以下の通り
- 1977年03月 - 茨城県立水戸第一高等学校卒業
- 1981年10月 - 司法試験合格
- 1982年03月 - 東京大学法学部卒業
- 1982年04月 - 東京大学法学部助手（1985年3月まで）
- 1985年04月 - 最高裁判所司法研修所司法修習生（1987年4月まで）
- 1987年04月 - 武蔵大学経済学部専任講師、弁護士登録（第一東京弁護士会、1995年3月登録取消）
- 1989年04月 - 武蔵大学経済学部助教授
- 1991年06月 - ワシントン大学ロー・スクール修士課程修了（LL.M.）
- 1995年04月 - 筑波大学社会科学系助教授
- 1999年11月 - 筑波大学社会科学系教授
- 2000年12月 - 博士（法学）（東京大学）（学位論文「国際労働関係の法理」）
- 2002年11月 - 中央労働委員会公益委員（～2010年12月、2013年2月～（現職））
- 2004年04月 - 慶應義塾大学大学院法務研究科教授
- 2013年04月 - 東京大学大学院法学政治学研究科教授
- 2017年 2月 - 中央労働委員会会長（東京大学より転籍出向）

## 著書

### 単著
- 『不当労働行為争訟法の研究』（信山社，1990年）
- 『雇用関係法』（新世社，1996年／第2版・1999年／第3版・2003年／第4版・2008年）
- 『国際労働関係の法理』（信山社，1999年）
- 『労働契約法入門』（日本経済新聞出版社，2008年）
- 『労働紛争処理法』（弘文堂，2012年）
- 『労働法の基本』（日本経済新聞出版社，2013年）

### 共著
- （山下幸司・浜村彰・大内伸哉・石井保雄・毛塚勝利）『個別労働紛争処理システムの国際比較』（日本労働研究機構，2002年）
- （菅野和夫・齋藤友嘉・男澤聡子・定塚誠）『労働審判制度―基本趣旨と法令解説』（弘文堂，2005年／第2版・2007年）
- （荒木尚志・菅野和夫）『詳説 労働契約法』（弘文堂，2008年）
- （土田道夫・島田陽一・小畑史子）『条文から学ぶ労働法』（有斐閣，2011年）

### 編著
- 『プラクティス労働法』（信山社，2009年）

### 共編著
- （林豊）『労働関係訴訟法〈1〉』（青林書院，2001年）
- （林豊）『労働関係訴訟法〈2〉』（青林書院，2001年）
- （大竹文雄・大内伸哉）『解雇法制を考える―法学と経済学の視点』（勁草書房，2002年／増補版・2004年）
- （土田道夫）『成果主義人事と労働法』（日本労働研究機構，2003年）
- （菅野和夫・土田道夫・大内伸哉）『ケースブック労働法』（弘文堂，2005年／第2版・2006年／第3版・2007年／第4版・2008年／第5版・2009年）
- （荒木尚志）『諸外国の労働契約法制』（労働政策研究研修機構，2006年）
- （野川忍）『労働契約の理論と実務』（中央経済社，2009年）
- （菅野和夫・土田道夫・大内伸哉・野川忍・川田琢之）『ケースブック労働法』（弘文堂，第6版・2010年／第7版・2012年）
- （森戸英幸）『判例サムアップ労働法』（弘文堂，2011年）
- （菅野和夫・中嶋士元也・野川忍）『労働法が目指すべきもの -- 渡辺章先生古稀記念』（信山社，2011年）
- （荒木尚志・岩村正彦）『労働法学の展望 -- 菅野和夫先生古稀記念論集』（有斐閣，2013年）